# B in the Mix: The Remixes
B in the Mix: The Remixes – remix album amerykańskiej piosenkarki Britney Spears wydany 22 listopada 2005 roku. Wydawnictwo uświetniła nowa kompozycja Britney Spears – piosenka "And Then We Kiss", która została przygotowana na album In The Zone, ale nie znalazła się tam. Sporą popularność płyta (która nie była promowana przez Jive Records) osiągnęła w Azji, gdzie przez kilka tygodni była w popularnych listach TOP 10. Britney w ogóle nie uczestniczyła w promocji płyty, gdyż wychowywała wtedy syna Seana-Prestona. Promowany przez singel "And Then We Kiss".

## Sprzedaż
B in the Mix zadebiutował na pozycji 134 w USA na liście U.S. Billboard 200, sprzedał się w liczbie 14 077 kopii, w pierwszym tygodniu od premiery. Jest to najgorszy wynik płyty Britney Spears, gdyż poprzednie płyty sprzedawały się w pierwszym tygodniu w nakładzie kilku milionów.

## Lista utworów
1. „Toxic” (Peter Rauhofer Reconstruction Mix)
2. „Me Against the Music” (Justice Remix)
3. „Touch of My Hand” (Bill Hamel Remix)
4. „Breathe on Me” (Thin White Duke Mix)
5. „I’m a Slave 4 U” (Dave Aude Club Mix)
6. „And Then We Kiss” (Junkie XL Remix - Brand New Track
7. „Everytime” (Valentin Remix)
8. „Early Mornin'” (Jason Nevins Remix)
9. „Someday (I Will Understand)”  (Hi-Bias Signature Radio Remix)
10. „…Baby One More Time” (Davidson Ospina 2005 Mix)
11. „Don’t Let Me Be the Last to Know” (Hex Hector Club Mix - Edit)

## Single
- „And Then We Kiss” (Junkie XL Remix - Brand New Track)
- „Someday (I Will Understand)”

## Listy tygodniowe
| Lista                      |                                                                    | Pozycja | Status | Liczba sprzedanych kopii |
| -------------------------- | ------------------------------------------------------------------ | ------- | ------ | ------------------------ |
| U.S. Billboard 200         | Billboard                                                          | 134     |        | 110 000+                 |
| U.S. Top Electronic Albums | Billboard                                                          | 4       |        | 110 000+                 |
| Italian Albums Chart       | FIMI                                                               | 59      |        |                          |
| UK Albums Chart            | British Phonographic Industry (BPI)/The Official UK Charts Company | 98      |        | 3000+                    |